# Associazione Milanese del Calcio
L'Associazione Milanese del Calcio, o A.M.C., è stata una delle molte società calcistiche di Milano che hanno disputato la Prima Categoria negli anni dieci del XX secolo Non va confusa con la più celebre Unione Sportiva Milanese, né con l'Associazione Calcio Milanese, squadra sorta solo nel 1920, poi diventata "A.C. Milanese Corvetto 1920".

## Storia
L'A.M.C., come era spesso abbreviata nelle cronache dell'epoca, fu fondata nel 1913, dall'unione della Società Lambro (affiliata alla F.I.G.C. dal 1908), della Vigor F.C. e del Unitas Club (già in vita nel 1908), tutte e tre di Milano. La Lambro promosse la fusione in quanto aveva conquistato quello stesso anno la promozione in Prima Categoria, ma era in notevoli difficoltà economiche e rimasta priva del campo di gioco dopo le prime partite del campionato di Promozione 1912-1913.
La nuova società, che aveva la sede in via Correggio a Milano, adottò una divisa di colore avana (una tonalità simile al beige) avente uno scudetto con il simbolo di Milano (croce rossa in campo bianco e biscione) e pantaloncini neri. Il campo casalingo era sito in Strada Vercellese al civico 32, alla periferia ovest di Milano. All'inizio della stagione 1914-1915 si trasferisce presso il Campo di Via Monterosa (dimensioni: 60x100), all'interno dell'isolato avente numero civico 63, non più esistente.
Nella stagione 1913-1914 si classificò decima ed ultima nel girone lombardo, ottenendo una sola vittoria, 3 pareggi e ben 14 sconfitte. Ripescata, inserita l'anno successivo nel girone Lombardia centrale ed Emilia andò leggermente meglio, con 3 vittorie, 2 pareggi e 5 sconfitte su 10 incontri, che tuttavia non bastarono a mantenere la categoria.
Con l'entrata dell'Italia nella prima guerra mondiale nel 1915, la società si sciolse e non fu più ricostituita. Nel 1919 i suoi reduci si unirono a quelli del Racing Club Libertas per costituire l'Associazione Calcio Libertas.